# Tim Lelito
Tim Scott Lelito (* 21. Juli 1989 in Rochester, Michigan) ist ein ehemaliger US-amerikanischer American-Football-Spieler in der National Football League (NFL). Er spielte für die New Orleans Saints sowie für die Detroit Lions als Offensive Guard.

## College
Lelito besuchte die Grand Valley State University und spielte für deren Mannschaft, die Lakers, College Football.

## NFL

### New Orleans Saints
Als Spieler eines Colleges der NCAA Division II, also nur der zweiten Spielklasse, fand er beim NFL Draft 2013 keine Berücksichtigung, wurde aber danach von den New Orleans Saints als Free Agent verpflichtet. In seiner Rookie-Saison bestritt er bereits alle Spiele und kam dabei auf verschiedenen Positionen in der Offensive Line zum Einsatz. Auch im nächsten Jahr, wo er offiziell als Backup-Center und auch 2015, wo er als zweiter Left Guard vorgesehen war, spielte er je nach Bedarf auf verschiedenen Positionen, meist sogar als Starter.

### Tennessee Titans
Am 22. März 2017 unterschrieb Lelito einen Vertrag bei den Tennessee Titans. Noch vor Beginn der Regular Season wurde er allerdings wieder entlassen.

### Detroit Lions
Am 26. September nahmen Lelito die Detroit Lions unter Vertrag. Er bestritt zwei Partien für das Team. bevor er mit einer Oberschenkelverletzung auf die Injured Reserve List gesetzt werden musste. Eine Woche später wurde er schließlich entlassen.